# Torneo Apertura 2002 (México)
El Torneo Apertura 2002 fue la edición LXVIII del campeonato de liga de la Primera División del fútbol mexicano; Se trató del 13º torneo corto, luego del cambio en el formato de competencia, con el que se abrió la temporada 2002-03. Toluca ganó el campeonato por séptima vez, al vencer en la final a Morelia. Y los Jaguares de Chiapas se convierten en el primer equipo del sureste mexicano en participar en la primera división, luego de que Grupo Pegaso, propietarios de Veracruz, mudara dicha franquicia a Tuxtla Gutiérrez. Además, el conjunto de Querétaro regresó al máximo circuito tras adquirir la franquicia perteneciente a Reboceros de La Piedad. Por otro lado, el San Luis ascendió tras haber obtenido el título de campeón de ascenso en la Primera División 'A'.

## Formato de competencia
Los 20 equipos participantes se dividen en 4 grupos de cinco integrantes. Juegan todos contra todos a una sola ronda, por lo que cada equipo jugó 19 partidos. Al finalizar la temporada regular califican a la liguilla los 2 primeros lugares de cada grupo; si hubiera 1 o 2 clubes (no ubicados en esos dos primeros puestos) de un sector, con mejor desempeño estadístico que algún líder o sublíder de otro grupo, estos se medirán en la fase de reclasificación o repechaje en duelos a eliminación directa.

### Fase de calificación
En la fase de calificación participan los 20 clubes de la primera división profesional jugando todos contra todos durante las 19 jornadas respectivas, a un solo partido. Se observará el sistema de puntos. La ubicación en la tabla general está sujeta a lo siguiente:
1. Por juego ganado se obtendrán tres puntos.
2. Por juego empatado se obtendrá un punto.
3. Por juego perdido no se otorgan puntos.

El orden de los clubes al final de la Fase de Calificación del torneo corresponderá a la suma de los puntos obtenidos por cada uno de ellos y se presentará en forma descendente. Si al finalizar las 19 jornadas del torneo, dos o más clubes estuviesen empatados en puntos, su posición en la Tabla general será determinada atendiendo a los siguientes criterios de desempate:
1. Mejor diferencia entre los goles anotados y recibidos
2. Mayor número de goles anotados
3. Marcadores particulares entre los clubes empatados
4. Mayor número de goles anotados como visitante
5. Mejor ubicación en la Tabla general de cocientes
6. Tabla Fair Play
7. Sorteo

### Fase final
Califican a la liguilla los 2 primeros lugares de cada grupo; si hubiera 1 o 2 clubes (no ubicados en esos dos primeros puestos) de un sector, con mejor desempeño estadístico que algún líder o sublíder de otro grupo, estos se medirán en la fase de reclasificación o repechaje en duelos a eliminación directa.
1.º vs 8.º 

2.º vs 7.º 

3.º vs 6.º 

4.º vs 5.º
En semifinales participarán los cuatro clubes vencedores de cuartos de final, reubicándolos del uno al cuatro, de acuerdo a su mejor posición en la Tabla General de Clasificación al término de la jornada 19, enfrentándose 1.º vs 4.º y 2.º vs 3.º.
Disputarán el título de Campeón del Torneo Apertura 2002 los dos clubes vencedores de la fase semifinal.
Todos los partidos de esta fase serán en formato de ida y vuelta, eligiendo siempre el club que haya quedado mejor ubicado en la Tabla general de clasificación el horario de su partido como local.
El criterio usado para definir una clasificación en las rondas de reclasificación, cuartos de final y semifinales en caso de empate global será otorgar esta al equipo con mejor posición en la tabla general al final de la fase regular. En cuanto a la final, un empate global luego del juego de vuelta, será dirimido con dos tiempos extras de 15 minutos cada uno, contando con la posibilidad del Gol de oro, y poteriormente Tiros desde el punto penal, hasta que se produjera un ganador.

## Equipos por Entidad Federativa

### Ascenso y descenso
| Pos         | Descendidos de Primera División 2001-02 |
| ----------- | --------------------------------------- |
| 19º (Prom.) | León                                    |

| Pos                              | Ascendido de la Primera División 'A' 2001-02 |
| -------------------------------- | -------------------------------------------- |
| 5º, Campeón Ascenso              | Real San Luis                                |
| 20º, Subcampeón Ascenso, (Prom.) | Veracruz "B"                                 |

### Cambios de franquicia
| Pos | Nuevas Franquicias |
| --- | ------------------ |
| -   | Querétaro          |
| -   | Chiapas            |

| Pos    | Franquicia vendida |
| ------ | ------------------ |
| 1°     | La Piedad          |
| (Asc.) | Veracruz "B"       |

Para la temporada 2002-2003, la entidad federativa de la República Mexicana con más equipos profesionales en la Primera División fue la Ciudad de México con 4, seguida de Jalisco con 3 y Nuevo León con 2.
| Santos Monterrey Tigres Morelia Atlas Guadalajara U.A.G San Luis Querétaro Celaya Necaxa Chiapas Puebla Toluca América Cruz Azul UNAM Pachuca Atlante Veracruz | \| Entidad Federativa \| N.º \| Equipos \| \| ------------------ \| --- \| --------------------------------- \| \| Distrito Federal \| 4 \| América, Cruz Azul, UNAM y Necaxa \| \| Jalisco \| 3 \| Atlas, Tecos y Guadalajara \| \| Nuevo León \| 2 \| Monterrey y Tigres \| \| Estado de México \| 2 \| Toluca y Atlante \| \| Guanajuato \| 1 \| Celaya \| \| Michoacán \| 1 \| Morelia \| \| Coahuila \| 1 \| Santos \| \| San Luis Potosí \| 1 \| San Luis \| \| Veracruz \| 1 \| Veracruz \| \| Querétaro \| 1 \| Querétaro \| \| Puebla \| 1 \| Puebla \| \| Hidalgo \| 1 \| Pachuca \| \| Chiapas \| 1 \| Jaguares \| |                                   |
| Entidad Federativa | N.º | Equipos                           |
| Distrito Federal | 4 | América, Cruz Azul, UNAM y Necaxa |
| Jalisco | 3 | Atlas, Tecos y Guadalajara        |
| Nuevo León | 2 | Monterrey y Tigres                |
| Estado de México | 2 | Toluca y Atlante                  |
| Guanajuato | 1 | Celaya                            |
| Michoacán | 1 | Morelia                           |
| Coahuila | 1 | Santos                            |
| San Luis Potosí | 1 | San Luis                          |
| Veracruz | 1 | Veracruz                          |
| Querétaro | 1 | Querétaro                         |
| Puebla | 1 | Puebla                            |
| Hidalgo | 1 | Pachuca                           |
| Chiapas | 1 | Jaguares                          |

## Información de los equipos
| Equipo      | Ciudad                                  | Estadio                 | Capacidad | Entrenador        |
| ----------- | --------------------------------------- | ----------------------- | --------- | ----------------- |
| América     | México, D. F.                           | Azteca                  | 105,064   | Mario Carrillo    |
| Atlante     | Ciudad Nezahualcóyotl, Estado de México | Neza 86                 | 28,000    | Miguel Herrera    |
| Atlas       | Guadalajara, Jalisco                    | Jalisco                 | 60,000    | Enrique Meza      |
| Celaya      | Celaya, Guanajuato                      | Miguel Alemán Valdés    | 25,000    | Carlos Trucco     |
| Chiapas     | Tuxtla Gutiérrez, Chiapas               | Víctor Manuel Reyna     | 32,000    | Salvador Capitano |
| Cruz Azul   | México, D. F.                           | Azul                    | 37,000    | José Luis Trejo   |
| Guadalajara | Guadalajara, Jalisco                    | Jalisco                 | 60,000    | Daniel Guzmán     |
| Monterrey   | Monterrey, Nuevo León                   | Tecnológico             | 38,000    | Daniel Passarella |
| Morelia     | Morelia, Michoacán                      | Morelos                 | 41,056    | Rubén Omar Romano |
| Necaxa      | México, D. F.                           | Azteca                  | 105,064   | Raúl Arias        |
| Pachuca     | Pachuca, Hidalgo                        | Hidalgo                 | 24,000    | Alfredo Tena      |
| Puebla      | Puebla, Puebla                          | Cuauhtémoc              | 41,638    | Gustavo Vargas    |
| Querétaro   | Querétaro, Querétaro                    | Corregidora             | 35,575    | Mario Zanabria    |
| San Luis    | San Luis Potosí, San Luis Potosí        | Alfonso Lastras Ramírez | 30,000    | Juan Antonio Luna |
| Santos      | Torreón, Coahuila                       | Corona                  | 18,000    | Sergio Bueno      |
| Tecos       | Zapopan, Jalisco                        | Tres de Marzo           | 25,015    | Julio César Uribe |
| Tigres      | Monterrey, Nuevo León                   | Universitario           | 43,600    | Ricardo Ferretti  |
| Toluca      | Toluca, Estado de México                | Nemesio Díez            | 27,000    | Ricardo La Volpe  |
| UNAM        | México, D. F.                           | Olímpico Universitario  | 66,000    | Hugo Sánchez      |
| Veracruz    | Veracruz, Veracruz                      | Luis "Pirata" Fuente    | 30,000    | Hugo Fernández    |

### Cambios de entrenadores
| Equipo              | Entrenador (jornadas) |
| ------------------- | --- |
| Santos Laguna       | Sergio Bueno (1 - 7) Luis Fernando Tena (8 - Liguilla)                                                                     |
| Puebla              | Gustavo Vargas (1 - 8) Víctor Manuel Vucetich (9 - 19)                                                                     |
| Veracruz            | Hugo Fernández (1 - 8) Félix Cruz (9)* Daniel Brailovsky (10 - 19)                                                         |
| América             | Mario Carrillo (1 - 10) Manuel Lapuente (11 - Liguilla)                                                                    |
| Atlas               | Enrique Meza (1 - 10) Fernando Quirarte (11 - 19)                                                                          |
| Jaguares de Chiapas | Salvador Capitano (1 - 12) Jorge Garces (13 - 19)                                                                          |
| Gallos Blancos      | Mario Zanabria (1 - 12) Demetrio Madero (12 - 19)                                                                          |
| Toluca              | Ricardo La Volpe (1 - 15) Wilson Graniolatti (16 - cuartos de final, ida) Alberto Jorge (cuartos de final, vuelta - final) |

- Técnico interino.

## Torneo regular

### Resultados
| Toluca    | 3-0 | Necaxa      | Nemesio Diez         | 3 de agosto      | 15:00 |
| Veracruz  | 3-4 | Morelia     | Luis "Pirata" Fuente | 3 de agosto      | 15:00 |
| Celaya    | 0-1 | UNAM        | Miguel Alemán Valdés | 3 de agosto      | 16:00 |
| Cruz Azul | 1-2 | Tecos       | Azul                 | 3 de agosto      | 16:00 |
| Chiapas   | 1-3 | Tigres      | Azul                 | 3 de agosto      | 19:00 |
| Atlas     | 1-2 | Santos      | Jalisco              | 3 de agosto      | 20:45 |
| Monterrey | 2-0 | Atlante     | Tecnológico          | 3 de agosto      | 21:00 |
| Puebla    | 1-1 | Guadalajara | Cuauhtémoc           | 4 de agosto      | 12:00 |
| Querétaro | 1-1 | San Luis    | Corregidora          | 4 de agosto      | 12:00 |
| América   | 3-0 | Pachuca     | Azteca               | 25 de septiembre | 20:00 |

| Tecos       | 3-2 | Celaya    | Tres de Marzo           | 10 de agosto | 15:00 |
| Morelia     | 2-0 | Monterrey | Morelos                 | 10 de agosto | 17:00 |
| San Luis    | 1-0 | Puebla    | Alfonso Lastras Ramírez | 10 de agosto | 17:00 |
| Guadalajara | 0-1 | América   | Jalisco                 | 11 de agosto | 12:00 |
| Pachuca     | 3-3 | Chiapas   | Hidalgo                 | 11 de agosto | 12:00 |
| UNAM        | 2-1 | Veracruz  | Olímpico Universitario  | 11 de agosto | 12:00 |
| Necaxa      | 2-3 | Atlas     | Azteca                  | 11 de agosto | 16:00 |
| Santos      | 0-0 | Querétaro | Corona                  | 11 de agosto | 16:00 |
| Atlante     | 2-3 | Toluca    | Azteca                  | 11 de agosto | 19:00 |
| Tigres      | 0-1 | Cruz Azul | Universitario           | 15 de agosto | 21:00 |

| Toluca    | 4-1 | Morelia     | Nemesio Díez         | 17 de agosto  | 15:00 |
| Celaya    | 1-1 | Veracruz    | Miguel Alemán Valdés | 17 de agosto  | 15:00 |
| Chiapas   | 1-1 | Guadalajara | Víctor Manuel Reyna  | 17 de agosto  | 15:30 |
| Monterrey | 1-2 | UNAM        | Tecnológico          | 17 de agosto  | 19:00 |
| Atlas     | 2-1 | Atlante     | Jalisco              | 17 de agosto  | 20:45 |
| Puebla    | 3-1 | Santos      | Cuauhtémoc           | 18 de agosto  | 12:00 |
| Querétaro | 1-3 | Necaxa      | Corregidora          | 18 de agosto  | 12:00 |
| Tecos     | 1-3 | Tigres      | Tres de Marzo        | 18 de agosto  | 16:00 |
| América   | 2-1 | San Luis    | Azteca               | 18 de agosto  | 16:00 |
| Cruz Azul | 3-2 | Pachuca     | Azul                 | 23 de octubre | 17:00 |

| Veracruz    | 1-1 | Monterrey | Luis Pirata Fuente      | 24 de agosto | 15:05 |
| Morelia     | 2-0 | Atlas     | Morelos                 | 24 de agosto | 17:00 |
| San Luis    | 0-1 | Chiapas   | Alfonso Lastras Ramírez | 24 de agosto | 17:00 |
| Tigres      | 6-1 | Celaya    | Universitario           | 24 de agosto | 19:00 |
| UNAM        | 1-4 | Toluca    | Olímpico Universitario  | 25 de agosto | 12:00 |
| Atlante     | 2-1 | Querétaro | Azteca                  | 25 de agosto | 12:00 |
| Guadalajara | 1-1 | Cruz Azul | Jalisco                 | 25 de agosto | 12:00 |
| Pachuca     | 0-2 | Tecos     | Hidalgo                 | 25 de agosto | 12:00 |
| Necaxa      | 2-0 | Puebla    | Azteca                  | 25 de agosto | 16:00 |
| Santos      | 0-1 | América   | Corona                  | 25 de agosto | 16:00 |

| Toluca    | 1-1 | Veracruz    | Nemesio Díez         | 31 de agosto    | 15:00 |
| Celaya    | 1-0 | Monterrey   | Miguel Alemán Valdés | 31 de agosto    | 15:00 |
| Chiapas   | 2-0 | Santos      | Víctor Manuel Reyna  | 31 de agosto    | 15:00 |
| Cruz Azul | 0-1 | San Luis    | Azul                 | 31 de agosto    | 17:00 |
| Tigres    | 1-1 | Pachuca     | Universitario        | 31 de agosto    | 19:00 |
| América   | 2-1 | Necaxa      | Azteca               | 31 de agosto    | 19:00 |
| Atlas     | 6-0 | UNAM        | Jalisco              | 31 de agosto    | 20:45 |
| Puebla    | 1-1 | Atlante     | Cuauhtémoc           | 1 de septiembre | 12:00 |
| Querétaro | 1-0 | Morelia     | Corregidora          | 1 de septiembre | 12:00 |
| Tecos     | 1-1 | Guadalajara | Tres de Marzo        | 1 de septiembre | 16:00 |

| Veracruz    | 3-0 | Atlas     | Luis Pirata Fuente      | 7 de septiembre | 15:00 |
| Monterrey   | 3-1 | Toluca    | Tecnológico             | 7 de septiembre | 17:00 |
| Morelia     | 2-0 | Puebla    | Morelos                 | 7 de septiembre | 17:00 |
| San Luis    | 0-0 | Tecos     | Alfonso Lastras Ramírez | 7 de septiembre | 19:00 |
| Necaxa      | 3-1 | Chiapas   | Azul                    | 7 de septiembre | 19:00 |
| Atlante     | 1-4 | América   | Neza 86                 | 8 de septiembre | 12:00 |
| Guadalajara | 4-0 | Tigres    | Jalisco                 | 8 de septiembre | 12:00 |
| Pachuca     | 0-2 | Celaya    | Hidalgo                 | 8 de septiembre | 12:00 |
| UNAM        | 1-1 | Querétaro | Olímpico Universitario  | 8 de septiembre | 12:00 |
| Santos      | 1-3 | Cruz Azul | Corona                  | 8 de septiembre | 16:00 |

| Chiapas   | 1-1 | Atlante     | Víctor Manuel Reyna  | 11 de septiembre | 15:00 |
| Celaya    | 2-2 | Toluca      | Miguel Alemán Valdés | 11 de septiembre | 17:00 |
| Puebla    | 0-1 | UNAM        | Cuauhtémoc           | 11 de septiembre | 20:00 |
| Pachuca   | 1-1 | Guadalajara | Hidalgo              | 11 de septiembre | 20:00 |
| América   | 1-1 | Morelia     | Azteca               | 11 de septiembre | 20:00 |
| Querétaro | 3-2 | Veracruz    | Corregidora          | 11 de septiembre | 20:30 |
| Tigres    | 0-4 | San Luis    | Universitario        | 11 de septiembre | 20:45 |
| Atlas     | 1-2 | Monterrey   | Jalisco              | 11 de septiembre | 20:45 |
| Tecos     | 2-1 | Santos      | Tres de Marzo        | 12 de septiembre | 15:00 |
| Cruz Azul | 2-1 | Necaxa      | Azul                 | 12 de septiembre | 20:00 |

| UNAM        | 1-3 | América   | Olímpico Universitario  | 14 de septiembre | 12:00 |
| Toluca      | 1-0 | Atlas     | Nemesio Díez            | 14 de septiembre | 15:00 |
| Veracruz    | 2-2 | Puebla    | Luis Pirata Fuente      | 14 de septiembre | 15:00 |
| Morelia     | 2-0 | Chiapas   | Morelos                 | 14 de septiembre | 17:00 |
| Monterrey   | 2-0 | Querétaro | Tecnológico             | 14 de septiembre | 17:00 |
| San Luis    | 2-4 | Pachuca   | Alfonso Lastras Ramírez | 14 de septiembre | 19:00 |
| Atlante     | 2-0 | Cruz Azul | Neza 86                 | 15 de septiembre | 12:00 |
| Guadalajara | 3-2 | Celaya    | Jalisco                 | 15 de septiembre | 12:00 |
| Necaxa      | 1-1 | Tecos     | Olímpico Aguascalientes | 15 de septiembre | 16:00 |
| Santos      | 3-1 | Tigres    | Corona                  | 15 de septiembre | 16:00 |

| Celaya      | 2-1 | Atlas     | Miguel Alemán Valdés | 21 de septiembre | 15:00 |
| Chiapas     | 0-2 | UNAM      | Víctor Manuel Reyna  | 21 de septiembre | 15:00 |
| Puebla      | 2-1 | Monterrey | Cuauhtémoc           | 21 de septiembre | 15:00 |
| Tigres      | 3-2 | Necaxa    | Universitario        | 21 de septiembre | 17:00 |
| Cruz Azul   | 1-3 | Morelia   | Azul                 | 21 de septiembre | 17:00 |
| Querétaro   | 0-2 | Toluca    | Corregidora          | 22 de septiembre | 12:00 |
| Guadalajara | 1-1 | San Luis  | Jalisco              | 22 de septiembre | 12:00 |
| América     | 5-1 | Veracruz  | Azteca               | 22 de septiembre | 16:00 |
| Tecos       | 2-2 | Atlante   | Tres de Marzo        | 22 de septiembre | 16:00 |
| Pachuca     | 0-0 | Santos    | Hidalgo              | 22 de septiembre | 20:00 |

| Toluca    | 5-0 | Puebla      | Nemesio Díez            | 28 de septiembre | 15:00 |
| Veracruz  | 3-0 | Chiapas     | Luis Pirata Fuente      | 28 de septiembre | 15:00 |
| Monterrey | 0-0 | América     | Tecnológico             | 28 de septiembre | 17:00 |
| Santos    | 4-2 | Guadalajara | Corona                  | 28 de septiembre | 17:00 |
| San Luis  | 1-1 | Celaya      | Alfonso Lastras Ramírez | 28 de septiembre | 19:00 |
| Atlas     | 2-5 | Querétaro   | Jalisco                 | 28 de septiembre | 20:45 |
| Atlante   | 2-2 | Tigres      | Neza 86                 | 29 de septiembre | 12:00 |
| UNAM      | 2-2 | Cruz Azul   | Olímpico Universitario  | 29 de septiembre | 12:00 |
| Necaxa    | 0-2 | Pachuca     | Azteca                  | 29 de septiembre | 16:00 |
| Morelia   | 1-0 | Tecos       | Morelos                 | 29 de septiembre | 16:00 |

| Chiapas     | 0-0 | Monterrey | Víctor Manuel Reyna     | 5 de octubre | 15:00 |
| Celaya      | 2-0 | Querétaro | Miguel Alemán Valdés    | 5 de octubre | 15:00 |
| Cruz Azul   | 5-1 | Veracruz  | Azul                    | 5 de octubre | 17:00 |
| Tigres      | 2-1 | Morelia   | Universitario           | 5 de octubre | 17:00 |
| Puebla      | 2-1 | Atlas     | Cuauhtémoc              | 5 de octubre | 17:40 |
| San Luis    | 1-1 | Santos    | Alfonso Lastras Ramírez | 5 de octubre | 19:00 |
| Guadalajara | 0-0 | Necaxa    | Jalisco                 | 6 de octubre | 12:00 |
| Pachuca     | 1-1 | Atlante   | Hidalgo                 | 6 de octubre | 12:00 |
| América     | 1-2 | Toluca    | Azteca                  | 6 de octubre | 16:00 |
| Tecos       | 4-3 | UNAM      | Tres de Marzo           | 6 de octubre | 16:00 |

| Toluca    | 5-1 | Chiapas     | Nemesio Díez            | 12 de octubre | 15:00 |
| Monterrey | 1-1 | Cruz Azul   | Tecnológico             | 12 de octubre | 17:00 |
| Veracruz  | 2-1 | Tecos       | Luis Pirata Fuente      | 12 de octubre | 17:00 |
| Morelia   | 1-1 | Pachuca     | Morelos                 | 12 de octubre | 17:00 |
| Atlas     | 3-2 | América     | Jalisco                 | 12 de octubre | 20:45 |
| Querétaro | 1-3 | Puebla      | Corregidora             | 13 de octubre | 12:00 |
| UNAM      | 3-2 | Tigres      | Olímpico Universitario  | 13 de octubre | 12:00 |
| Atlante   | 0-0 | Guadalajara | Neza 86                 | 13 de octubre | 12:00 |
| Necaxa    | 3-2 | San Luis    | Olímpico Aguascalientes | 13 de octubre | 16:00 |
| Santos    | 2-0 | Celaya      | Corona                  | 13 de octubre | 16:00 |

| Chiapas     | 1-2 | Atlas     | Víctor Manuel Reyna     | 16 de octubre | 15:00 |
| Cruz Azul   | 1-1 | Toluca    | Azul                    | 16 de octubre | 17:00 |
| Tecos       | 0-0 | Monterrey | Tres de Marzo           | 16 de octubre | 20:00 |
| Pachuca     | 0-3 | UNAM      | Hidalgo                 | 16 de octubre | 20:00 |
| Tigres      | 1-1 | Veracruz  | Universitario           | 16 de octubre | 20:00 |
| San Luis    | 2-2 | Atlante   | Alfonso Lastras Ramírez | 16 de octubre | 20:30 |
| Guadalajara | 1-0 | Morelia   | Jalisco                 | 16 de octubre | 20:45 |
| América     | 3-1 | Querétaro | Azteca                  | 17 de octubre | 17:00 |
| Santos      | 3-2 | Necaxa    | Corona                  | 17 de octubre | 17:00 |
| Celaya      | 0-3 | Puebla    | Miguel Alemán Valdés    | 17 de octubre | 17:00 |

| Toluca    | 6-0 | Tecos       | Nemesio Díez            | 19 de octubre | 15:00 |
| Veracruz  | 1-1 | Pachuca     | Luis Pirata Fuente      | 19 de octubre | 15:00 |
| Monterrey | 1-1 | Tigres      | Tecnológico             | 19 de octubre | 17:00 |
| UNAM      | 7-1 | Guadalajara | Olímpico Universitario  | 19 de octubre | 17:00 |
| Atlas     | 3-2 | Cruz Azul   | Jalisco                 | 19 de octubre | 20:45 |
| Puebla    | 0-1 | América     | Cuauhtémoc              | 20 de octubre | 12:00 |
| Atlante   | 3-1 | Santos      | Neza 86                 | 20 de octubre | 12:00 |
| Querétaro | 3-3 | Chiapas     | Corregidora             | 20 de octubre | 12:00 |
| Morelia   | 3-2 | San Luis    | Morelos                 | 20 de octubre | 16:00 |
| Necaxa    | 0-2 | Celaya      | Olímpico Aguascalientes | 20 de octubre | 16:00 |

| Celaya      | 0-1 | América   | Miguel Alemán Valdés    | 26 de octubre | 15:00 |
| Chiapas     | 2-0 | Puebla    | Víctor Manuel Reyna     | 26 de octubre | 15:00 |
| Cruz Azul   | 1-1 | Querétaro | Azul                    | 26 de octubre | 17:00 |
| Tigres      | 2-2 | Toluca    | Universitario           | 26 de octubre | 17:00 |
| Guadalajara | 2-1 | Veracruz  | Jalisco                 | 27 de octubre | 12:00 |
| Pachuca     | 1-3 | Monterrey | Hidalgo                 | 27 de octubre | 12:00 |
| Santos      | 2-2 | Morelia   | Corona                  | 27 de octubre | 16:00 |
| San Luis    | 6-3 | UNAM      | Alfonso Lastras Ramírez | 27 de octubre | 16:00 |
| Necaxa      | 3-0 | Atlante   | Azteca                  | 27 de octubre | 16:00 |
| Tecos       | 1-0 | Atlas     | Tres de Marzo           | 27 de octubre | 16:00 |

| Toluca    | 5-1 | Pachuca     | Nemesio Díez           | 2 de noviembre | 15:00 |
| Veracruz  | 3-1 | San Luis    | Luis Pirata Fuente     | 2 de noviembre | 15:00 |
| Morelia   | 6-0 | Necaxa      | Morelos                | 2 de noviembre | 17:00 |
| Monterrey | 0-2 | Guadalajara | Tecnológico            | 2 de noviembre | 17:00 |
| Atlas     | 1-0 | Tigres      | Jalisco                | 2 de noviembre | 20:45 |
| Atlante   | 4-2 | Celaya      | Neza 86                | 3 de noviembre | 12:00 |
| Querétaro | 2-0 | Tecos       | Corregidora            | 3 de noviembre | 12:00 |
| UNAM      | 1-0 | Santos      | Olímpico Universitario | 3 de noviembre | 12:00 |
| Puebla    | 1-2 | Cruz Azul   | Cuauhtémoc             | 3 de noviembre | 14:00 |
| América   | 0-0 | Chiapas     | Azteca                 | 3 de noviembre | 16:00 |

| Pachuca     | 1-1 | Atlas     | Hidalgo                 | 9 de noviembre  | 13:00 |
| Celaya      | 2-2 | Chiapas   | Miguel Alemán Valdés    | 9 de noviembre  | 15:00 |
| Cruz Azul   | 1-1 | América   | Azul                    | 9 de noviembre  | 17:00 |
| Tigres      | 4-1 | Querétaro | Universitario           | 9 de noviembre  | 17:00 |
| San Luis    | 3-0 | Monterrey | Alfonso Lastras Ramírez | 9 de noviembre  | 17:00 |
| Necaxa      | 1-0 | UNAM      | Azteca                  | 9 de noviembre  | 19:00 |
| Guadalajara | 3-3 | Toluca    | Jalisco                 | 10 de noviembre | 12:00 |
| Atlante     | 2-1 | Morelia   | Neza 86                 | 10 de noviembre | 12:00 |
| Tecos       | 3-2 | Puebla    | Tres de Marzo           | 10 de noviembre | 16:00 |
| Santos      | 4-2 | Veracruz  | Corona                  | 10 de noviembre | 16:00 |

| Toluca    | 3-1 | San Luis    | Nemesio Díez           | 16 de noviembre | 15:00 |
| Celaya    | 1-1 | Morelia     | Miguel Alemán Valdés   | 16 de noviembre | 15:00 |
| Monterrey | 0-0 | Santos      | Tecnológico            | 16 de noviembre | 17:00 |
| Veracruz  | 0-2 | Necaxa      | Luis Pirata Fuente     | 16 de noviembre | 17:00 |
| UNAM      | 4-1 | Atlante     | Olímpico Universitario | 16 de noviembre | 19:00 |
| Atlas     | 1-2 | Guadalajara | Jalisco                | 16 de noviembre | 20:45 |
| Querétaro | 2-1 | Pachuca     | Corregidora            | 17 de noviembre | 12:00 |
| Chiapas   | 1-2 | Cruz Azul   | Víctor Manuel Reyna    | 17 de noviembre | 12:00 |
| Puebla    | 2-1 | Tigres      | Cuauhtémoc             | 17 de noviembre | 12:00 |
| América   | 2-1 | Tecos       | Azteca                 | 17 de noviembre | 16:00 |

| Morelia     | 2-2 | UNAM      | Morelos                 | 24 de noviembre | 16:00 |
| Tigres      | 0-1 | América   | Azteca                  | 24 de noviembre | 16:00 |
| Cruz Azul   | 1-1 | Celaya    | 10 de diciembre         | 24 de noviembre | 16:00 |
| San Luis    | 1-0 | Atlas     | Alfonso Lastras Ramírez | 24 de noviembre | 16:00 |
| Atlante     | 4-1 | Veracruz  | Neza 86                 | 24 de noviembre | 16:00 |
| Guadalajara | 2-4 | Querétaro | Jalisco                 | 24 de noviembre | 16:00 |
| Pachuca     | 1-1 | Puebla    | Cuauhtémoc              | 24 de noviembre | 16:00 |
| Necaxa      | 2-1 | Monterrey | Azteca                  | 24 de noviembre | 16:00 |
| Tecos       | 2-0 | Chiapas   | Tres de Marzo           | 24 de noviembre | 16:00 |
| Santos      | 5-2 | Toluca    | Corona                  | 24 de noviembre | 16:00 |

### Tabla de Resultados
|     | Equipo          | AME | ATE | ATL | CEL | CHP | CAZ | GDL | MON | MOR | NEC | PAC | PUE | QUE | SAN | SLP | TOL | UAG | UANL | UNAM | VER |
| --- | --------------- | --- | --- | --- | --- | --- | --- | --- | --- | --- | --- | --- | --- | --- | --- | --- | --- | --- | ---- | ---- | --- |
| 1.  | América         | XXX | 4-1 | 2-3 | 1-0 | 0-0 | 1-1 | 1-0 | 0-0 | 1-1 | 2-1 | 3-0 | 1-0 | 3-1 | 1-0 | 2-1 | 1-2 | 2-1 | 1-0  | 3-1  | 5-1 |
| 2.  | Atlante         | 1-4 | XXX | 1-2 | 4-2 | 1-1 | 2-0 | 0-0 | 0-2 | 2-1 | 0-3 | 1-1 | 1-1 | 2-1 | 3-1 | 2-2 | 2-3 | 2-2 | 2-2  | 1-4  | 4-1 |
| 3.  | Atlas           | 3-2 | 2-1 | XXX | 1-2 | 2-0 | 3-2 | 1-2 | 1-2 | 0-2 | 3-2 | 1-1 | 1-2 | 2-5 | 1-2 | 0-1 | 0-1 | 0-1 | 1-0  | 6-0  | 0-3 |
| 4.  | Atlético Celaya | 0-1 | 2-4 | 2-1 | XXX | 2-2 | 1-1 | 2-3 | 1-0 | 1-1 | 2-0 | 2-0 | 0-3 | 2-0 | 0-2 | 1-1 | 2-2 | 2-3 | 1-6  | 0-1  | 1-1 |
| 5.  | Jaguares        | 0-0 | 1-1 | 0-2 | 2-2 | XXX | 1-2 | 1-1 | 0-0 | 0-2 | 1-3 | 3-3 | 2-0 | 3-3 | 2-0 | 1-0 | 1-5 | 0-2 | 1-3  | 0-2  | 0-3 |
| 6.  | Cruz Azul       | 1-1 | 0-2 | 2-3 | 1-1 | 2-1 | XXX | 1-1 | 1-1 | 1-3 | 2-1 | 3-2 | 2-1 | 1-1 | 3-1 | 0-1 | 1-1 | 1-2 | 1-0  | 2-2  | 5-1 |
| 7.  | Guadalajara     | 0-1 | 0-0 | 2-1 | 3-2 | 1-1 | 1-1 | XXX | 2-0 | 1-0 | 0-0 | 1-1 | 1-1 | 2-4 | 2-4 | 1-1 | 3-3 | 1-1 | 4-0  | 1-7  | 2-1 |
| 8.  | Monterrey       | 0-0 | 2-0 | 2-1 | 0-1 | 0-0 | 1-1 | 0-2 | XXX | 0-2 | 1-2 | 3-1 | 1-2 | 2-0 | 0-0 | 0-3 | 3-1 | 0-0 | 1-1  | 1-2  | 1-1 |
| 9.  | Morelia         | 1-1 | 1-2 | 2-0 | 1-1 | 2-0 | 3-1 | 0-1 | 2-0 | XXX | 6-0 | 1-1 | 2-0 | 0-1 | 2-2 | 3-2 | 1-4 | 1-0 | 1-2  | 2-2  | 4-3 |
| 10. | Necaxa          | 1-2 | 3-0 | 2-3 | 0-2 | 3-1 | 1-2 | 0-0 | 2-1 | 0-6 | XXX | 0-2 | 2-0 | 3-1 | 2-3 | 3-2 | 0-3 | 1-1 | 2-3  | 1-0  | 2-0 |
| 11. | Pachuca         | 0-3 | 1-1 | 1-1 | 0-2 | 3-3 | 2-3 | 1-1 | 1-3 | 1-1 | 2-0 | XXX | 1-1 | 1-2 | 0-0 | 4-2 | 1-5 | 0-2 | 1-1  | 0-3  | 1-1 |
| 12. | Puebla          | 0-1 | 1-1 | 2-1 | 3-0 | 0-2 | 1-2 | 1-1 | 2-1 | 0-2 | 0-2 | 1-1 | XXX | 3-1 | 3-1 | 0-1 | 0-5 | 2-3 | 2-1  | 0-1  | 2-2 |
| 13. | Querétaro       | 1-3 | 1-2 | 5-2 | 0-2 | 3-3 | 1-1 | 4-2 | 0-2 | 1-0 | 1-3 | 2-1 | 1-3 | XXX | 0-0 | 1-1 | 0-2 | 2-0 | 1-4  | 1-1  | 3-2 |
| 14. | Santos          | 0-1 | 1-3 | 2-1 | 2-0 | 0-2 | 1-3 | 4-2 | 0-0 | 2-2 | 3-2 | 0-0 | 1-3 | 0-0 | XXX | 1-1 | 5-2 | 1-2 | 3-1  | 0-1  | 4-2 |
| 15. | San Luis        | 1-2 | 2-2 | 1-0 | 1-1 | 0-1 | 1-0 | 1-1 | 3-0 | 2-3 | 2-3 | 2-4 | 1-0 | 1-1 | 1-1 | XXX | 1-3 | 0-0 | 4-0  | 6-3  | 1-3 |
| 16. | Toluca          | 2-1 | 3-2 | 0-1 | 2-2 | 5-1 | 1-1 | 3-3 | 1-3 | 4-1 | 3-0 | 5-1 | 5-0 | 2-0 | 2-5 | 3-1 | XXX | 6-0 | 2-2  | 4-1  | 1-1 |
| 17. | Tecos UAG       | 1-2 | 2-2 | 1-0 | 3-2 | 2-0 | 2-1 | 1-1 | 0-0 | 0-1 | 1-1 | 2-0 | 3-2 | 0-2 | 2-1 | 0-0 | 0-6 | XXX | 1-3  | 4-3  | 1-2 |
| 18. | Tigres UANL     | 0-1 | 2-2 | 0-1 | 6-1 | 3-1 | 0-1 | 0-4 | 1-1 | 2-1 | 3-2 | 1-1 | 1-2 | 4-1 | 1-3 | 0-4 | 2-2 | 3-1 | XXX  | 2-3  | 1-1 |
| 19. | Pumas UNAM      | 1-3 | 4-1 | 0-6 | 1-0 | 2-0 | 2-2 | 7-1 | 2-1 | 2-2 | 0-1 | 3-0 | 1-0 | 1-1 | 1-0 | 3-6 | 1-4 | 3-4 | 3-2  | XXX  | 2-1 |
| 20. | Veracruz        | 1-5 | 1-4 | 3-0 | 1-1 | 3-0 | 1-5 | 1-2 | 1-1 | 3-4 | 0-2 | 1-1 | 2-2 | 2-3 | 2-4 | 3-1 | 1-1 | 2-1 | 1-1  | 2-1  | XXX |

## Clasificación
| Pos. | Equipo          | Pts. | PJ | G  | E | P  | GF | GC | Dif. | Clasificación                   |
| ---- | --------------- | ---- | -- | -- | - | -- | -- | -- | ---- | ------------------------------- |
| 1    | América         | 43   | 19 | 13 | 4 | 2  | 34 | 14 | +20  | Cuartos de final de la liguilla |
| 2    | Toluca (C)      | 41   | 19 | 12 | 5 | 2  | 55 | 25 | +30  | Cuartos de final de la liguilla |
| 3    | UNAM            | 33   | 19 | 10 | 3 | 6  | 39 | 35 | +4   | Cuartos de final de la liguilla |
| 4    | Morelia         | 32   | 19 | 9  | 5 | 5  | 35 | 23 | +12  | Cuartos de final de la liguilla |
| 5    | Tecos UAG       | 29   | 19 | 8  | 5 | 6  | 26 | 29 | −3   | Cuartos de final de la liguilla |
| 6    | Cruz Azul       | 28   | 19 | 7  | 7 | 5  | 30 | 26 | +4   | Cuartos de final de la liguilla |
| 7    | Guadalajara     | 27   | 19 | 6  | 9 | 4  | 28 | 29 | −1   | Cuartos de final de la liguilla |
| 8    | Santos          | 26   | 19 | 7  | 5 | 7  | 30 | 28 | +2   | Cuartos de final de la liguilla |
| 9    | Necaxa          | 26   | 19 | 8  | 2 | 9  | 28 | 32 | −4   |                                 |
| 10   | Atlante         | 25   | 19 | 6  | 7 | 6  | 31 | 33 | −2   |                                 |
| 11   | San Luis        | 24   | 19 | 6  | 6 | 7  | 31 | 28 | +3   |                                 |
| 12   | Tigres          | 23   | 19 | 6  | 5 | 8  | 32 | 33 | −1   |                                 |
| 13   | Querétaro       | 23   | 19 | 6  | 5 | 8  | 28 | 34 | −6   |                                 |
| 14   | Monterrey       | 22   | 19 | 5  | 7 | 7  | 18 | 20 | −2   |                                 |
| 15   | Atlas           | 22   | 19 | 7  | 1 | 11 | 28 | 31 | −3   |                                 |
| 16   | Puebla          | 22   | 19 | 6  | 4 | 9  | 23 | 29 | −6   |                                 |
| 17   | Atlético Celaya | 21   | 19 | 5  | 6 | 8  | 24 | 32 | −8   |                                 |
| 18   | Veracruz        | 18   | 19 | 4  | 6 | 9  | 30 | 40 | −10  |                                 |
| 19   | Chiapas         | 16   | 19 | 3  | 7 | 9  | 19 | 34 | −15  |                                 |
| 20   | Pachuca         | 15   | 19 | 2  | 9 | 8  | 21 | 35 | −14  |                                 |

 Fuente: Torneo Apertura 2002

### Grupos

#### Grupo 1
| Pos. | Equipo          | Pts. | PJ | G  | E | P  | GF | GC | Dif. | Clasificación                   |
| ---- | --------------- | ---- | -- | -- | - | -- | -- | -- | ---- | ------------------------------- |
| 1    | América         | 43   | 19 | 13 | 4 | 2  | 34 | 14 | +20  | Cuartos de final de la liguilla |
| 2    | Toluca (C)      | 41   | 19 | 12 | 5 | 2  | 55 | 25 | +30  | Cuartos de final de la liguilla |
| 3    | Atlas           | 22   | 19 | 7  | 1 | 11 | 28 | 31 | −3   |                                 |
| 4    | Puebla          | 22   | 19 | 6  | 4 | 9  | 23 | 29 | −6   |                                 |
| 5    | Atlético Celaya | 21   | 19 | 5  | 6 | 8  | 24 | 32 | −8   |                                 |

 Fuente: Torneo Apertura 2002

#### Grupo 2
| Pos. | Equipo    | Pts. | PJ | G  | E | P | GF | GC | Dif. | Clasificación                   |
| ---- | --------- | ---- | -- | -- | - | - | -- | -- | ---- | ------------------------------- |
| 1    | UNAM      | 33   | 19 | 10 | 3 | 6 | 39 | 35 | +4   | Cuartos de final de la liguilla |
| 2    | Tecos UAG | 29   | 19 | 8  | 5 | 6 | 26 | 29 | −3   | Cuartos de final de la liguilla |
| 3    | Tigres    | 23   | 19 | 6  | 5 | 8 | 32 | 33 | −1   |                                 |
| 4    | Monterrey | 22   | 19 | 5  | 7 | 7 | 18 | 20 | −2   |                                 |
| 5    | Pachuca   | 15   | 19 | 2  | 9 | 8 | 21 | 35 | −14  |                                 |

 Fuente: Torneo Apertura 2002

#### Grupo 3
| Pos. | Equipo    | Pts. | PJ | G | E | P | GF | GC | Dif. | Clasificación                   |
| ---- | --------- | ---- | -- | - | - | - | -- | -- | ---- | ------------------------------- |
| 1    | Morelia   | 32   | 19 | 9 | 5 | 5 | 35 | 23 | +12  | Cuartos de final de la liguilla |
| 2    | Cruz Azul | 28   | 19 | 7 | 7 | 5 | 30 | 26 | +4   | Cuartos de final de la liguilla |
| 3    | Necaxa    | 26   | 19 | 8 | 2 | 9 | 28 | 32 | −4   |                                 |
| 4    | San Luis  | 24   | 19 | 6 | 6 | 7 | 31 | 28 | +3   |                                 |
| 5    | Chiapas   | 16   | 19 | 3 | 7 | 9 | 19 | 34 | −15  |                                 |

 Fuente: Torneo Apertura 2002

#### Grupo 4
| Pos. | Equipo      | Pts. | PJ | G | E | P | GF | GC | Dif. | Clasificación                   |
| ---- | ----------- | ---- | -- | - | - | - | -- | -- | ---- | ------------------------------- |
| 1    | Guadalajara | 27   | 19 | 6 | 9 | 4 | 28 | 29 | −1   | Cuartos de final de la liguilla |
| 2    | Santos      | 26   | 19 | 7 | 5 | 7 | 30 | 28 | +2   | Cuartos de final de la liguilla |
| 3    | Atlante     | 25   | 19 | 6 | 7 | 6 | 31 | 33 | −2   |                                 |
| 4    | Querétaro   | 23   | 19 | 6 | 5 | 8 | 28 | 34 | −6   |                                 |
| 5    | Veracruz    | 18   | 19 | 4 | 6 | 9 | 30 | 40 | −10  |                                 |

 Fuente: Torneo Apertura 2002

## Goleadores
| Pos. | Jugador                | Equipo   | Goles |
| ---- | ---------------------- | -------- | ----- |
| 1°.  | José Saturnino Cardozo | Toluca   | 29    |
| 2°.  | Jared Borgetti         | Santos   | 16    |
| 3°.  | Alex Fernandes         | Morelia  | 15    |
| 4°.  | Sebastián González     | Atlante  | 13    |
| 5°.  | Marcelo de Faria       | San Luis | 12    |
| 6°.  | Jesús Olalde           | Tigres   | 10    |
| 6°.  | Cuauhtémoc Blanco      | América  | 10    |
| 7°.  | Reinaldo Navia         | Tecos    | 9     |
| 7°.  | Álvaro González        | UNAM     | 9     |

- Goles anotados en el torneo, repechaje y liguilla.

## Liguilla
|  | Cuartos de final                                                     | Cuartos de final                                                     | Cuartos de final                                                     | Cuartos de final                                                     | Cuartos de final                                                     |   |   | Semifinales                                                              | Semifinales                                                              | Semifinales                                                              | Semifinales                                                              | Semifinales                                                              |  |   | Final                                                          | Final                                                          | Final                                                          | Final                                                          | Final                                                          |  |
|  | 4 y 5 de diciembre de 2002 (ida) 7 y 8 de diciembre de 2002 (vuelta) | 4 y 5 de diciembre de 2002 (ida) 7 y 8 de diciembre de 2002 (vuelta) | 4 y 5 de diciembre de 2002 (ida) 7 y 8 de diciembre de 2002 (vuelta) | 4 y 5 de diciembre de 2002 (ida) 7 y 8 de diciembre de 2002 (vuelta) | 4 y 5 de diciembre de 2002 (ida) 7 y 8 de diciembre de 2002 (vuelta) |   |   | 11 y 12 de diciembre de 2002 (ida) 14 y 15 de diciembre de 2002 (vuelta) | 11 y 12 de diciembre de 2002 (ida) 14 y 15 de diciembre de 2002 (vuelta) | 11 y 12 de diciembre de 2002 (ida) 14 y 15 de diciembre de 2002 (vuelta) | 11 y 12 de diciembre de 2002 (ida) 14 y 15 de diciembre de 2002 (vuelta) | 11 y 12 de diciembre de 2002 (ida) 14 y 15 de diciembre de 2002 (vuelta) |  |   | 18 de diciembre de 2002 (ida) 21 de diciembre de 2002 (vuelta) | 18 de diciembre de 2002 (ida) 21 de diciembre de 2002 (vuelta) | 18 de diciembre de 2002 (ida) 21 de diciembre de 2002 (vuelta) | 18 de diciembre de 2002 (ida) 21 de diciembre de 2002 (vuelta) | 18 de diciembre de 2002 (ida) 21 de diciembre de 2002 (vuelta) |  |
|  |                                                                      |                                                                      |                                                                      |                                                                      |                                                                      |   |   |                                                                          |                                                                          |                                                                          |                                                                          |                                                                          |  |   |                                                                |                                                                |                                                                |                                                                |                                                                |  |
|  |                                                                      |                                                                      |                                                                      |                                                                      |                                                                      |   |   |                                                                          |                                                                          |                                                                          |                                                                          |                                                                          |  |   |                                                                |                                                                |                                                                |                                                                |                                                                |  |
|  | 2                                                                    | Toluca                                                               | 1                                                                    | 3                                                                    | 4                                                                    |   |   |                                                                          |                                                                          |                                                                          |                                                                          |                                                                          |  |   |                                                                |                                                                |                                                                |                                                                |                                                                |  |
|  | 2                                                                    | Toluca                                                               | 1                                                                    | 3                                                                    | 4                                                                    |   |   |                                                                          |                                                                          |                                                                          |                                                                          |                                                                          |  |   |                                                                |                                                                |                                                                |                                                                |                                                                |  |
|  | 7                                                                    | Guadalajara                                                          | 2                                                                    | 0                                                                    | 2                                                                    |   |   |                                                                          |                                                                          |                                                                          |                                                                          |                                                                          |  |   |                                                                |                                                                |                                                                |                                                                |                                                                |  |
|  | 7                                                                    | Guadalajara                                                          | 2                                                                    | 0                                                                    | 2                                                                    |   | 2 | Toluca                                                                   | 5                                                                        | 2                                                                        | 7                                                                        |                                                                          |  |   |                                                                |                                                                |                                                                |                                                                |                                                                |  |
|  |                                                                      |                                                                      |                                                                      |                                                                      |                                                                      |   | 2 | Toluca                                                                   | 5                                                                        | 2                                                                        | 7                                                                        |                                                                          |  |   |                                                                |                                                                |                                                                |                                                                |                                                                |  |
|  |                                                                      |                                                                      | 8                                                                    | Santos                                                               | 3                                                                    | 1 | 4 |                                                                          |                                                                          |                                                                          |                                                                          |                                                                          |  |   |                                                                |                                                                |                                                                |                                                                |                                                                |  |
|  | 1                                                                    | América                                                              | 8                                                                    | Santos                                                               | 3                                                                    | 1 | 4 | 3                                                                        | 1                                                                        | 4                                                                        |                                                                          |                                                                          |  |   |                                                                |                                                                |                                                                |                                                                |                                                                |  |
|  | 1                                                                    | América                                                              |                                                                      |                                                                      |                                                                      |   |   |                                                                          |                                                                          | 4                                                                        |                                                                          |                                                                          |  |   |                                                                |                                                                |                                                                |                                                                |                                                                |  |
|  | 8                                                                    | Santos                                                               | 3                                                                    | 2                                                                    | 5                                                                    |   |   |                                                                          |                                                                          |                                                                          |                                                                          |                                                                          |  |   |                                                                |                                                                |                                                                |                                                                |                                                                |  |
|  | 8                                                                    | Santos                                                               | 3                                                                    | 2                                                                    | 5                                                                    |   |   |                                                                          |                                                                          |                                                                          |                                                                          |                                                                          |  | 2 | Toluca                                                         | 0                                                              | 4                                                              | 4                                                              |                                                                |  |
|  |                                                                      |                                                                      |                                                                      |                                                                      |                                                                      |   |   |                                                                          |                                                                          |                                                                          |                                                                          |                                                                          |  | 2 | Toluca                                                         | 0                                                              | 4                                                              | 4                                                              |                                                                |  |
|  |                                                                      |                                                                      | 4                                                                    | Morelia                                                              | 1                                                                    | 1 | 2 |                                                                          |                                                                          |                                                                          |                                                                          |                                                                          |  |   |                                                                |                                                                |                                                                |                                                                |                                                                |  |
|  | 3                                                                    | UNAM                                                                 | 4                                                                    | Morelia                                                              | 1                                                                    | 1 | 2 | 0                                                                        | 3                                                                        | 3                                                                        |                                                                          |                                                                          |  |   |                                                                |                                                                |                                                                |                                                                |                                                                |  |
|  | 3                                                                    | UNAM                                                                 |                                                                      |                                                                      |                                                                      |   |   |                                                                          |                                                                          | 3                                                                        |                                                                          |                                                                          |  |   |                                                                |                                                                |                                                                |                                                                |                                                                |  |
|  | 6                                                                    | Cruz Azul                                                            | 0                                                                    | 2                                                                    | 2                                                                    |   |   |                                                                          |                                                                          |                                                                          |                                                                          |                                                                          |  |   |                                                                |                                                                |                                                                |                                                                |                                                                |  |
|  | 6                                                                    | Cruz Azul                                                            | 0                                                                    | 2                                                                    | 2                                                                    |   | 3 | UNAM                                                                     | 0                                                                        | 2                                                                        | 2                                                                        |                                                                          |  |   |                                                                |                                                                |                                                                |                                                                |                                                                |  |
|  |                                                                      |                                                                      |                                                                      |                                                                      |                                                                      |   | 3 | UNAM                                                                     | 0                                                                        | 2                                                                        | 2                                                                        |                                                                          |  |   |                                                                |                                                                |                                                                |                                                                |                                                                |  |
|  |                                                                      |                                                                      | 4                                                                    | Morelia                                                              | 4                                                                    | 1 | 5 |                                                                          |                                                                          |                                                                          |                                                                          |                                                                          |  |   |                                                                |                                                                |                                                                |                                                                |                                                                |  |
|  | 4                                                                    | Morelia                                                              | 4                                                                    | Morelia                                                              | 4                                                                    | 1 | 5 | 3                                                                        | 4                                                                        | 7                                                                        |                                                                          |                                                                          |  |   |                                                                |                                                                |                                                                |                                                                |                                                                |  |
|  | 4                                                                    | Morelia                                                              |                                                                      |                                                                      |                                                                      |   |   |                                                                          |                                                                          | 7                                                                        |                                                                          |                                                                          |  |   |                                                                |                                                                |                                                                |                                                                |                                                                |  |
|  | 5                                                                    | Tecos UAG                                                            | 1                                                                    | 1                                                                    | 2                                                                    |   |   |                                                                          |                                                                          |                                                                          |                                                                          |                                                                          |  |   |                                                                |                                                                |                                                                |                                                                |                                                                |  |
|  | 5                                                                    | Tecos UAG                                                            | 1                                                                    | 1                                                                    | 2                                                                    |   |   |                                                                          |                                                                          |                                                                          |                                                                          |                                                                          |  |   |                                                                |                                                                |                                                                |                                                                |                                                                |  |
|  |                                                                      |                                                                      |                                                                      |                                                                      |                                                                      |   |   |                                                                          |                                                                          |                                                                          |                                                                          |                                                                          |  |   |                                                                |                                                                |                                                                |                                                                |                                                                |  |

|                           |
| Toluca Campeón 7° título. |

### Cuartos de final
| 5 de diciembre de 2002, 15:00 | Santos                         | 3:3 (1:2) | América                       | Estadio Corona, Torreón       |                               |
|                               | Ruiz 30' 64' · Lillingston 60' | Reporte   | Blanco 33' · Castillo 38' 70' | Árbitro(s): Armando Archundia | Árbitro(s): Armando Archundia |

| 8 de diciembre de 2002, 16:00 | América           | 1:2 (0:1) (Global 4:5) | Santos                          | Estadio Azteca, Ciudad de México |                              |
|                               | Blanco 70' (pen.) | Reporte                | Borgetti 40' · Villa 63' (a.g.) | Árbitro(s): Anotonio Marrufo     | Árbitro(s): Anotonio Marrufo |
| Santos avanzó a Semifinales.  |                   |                        |                                 |                                  |                              |

| 4 de diciembre de 2002, 20:45 | Guadalajara           | 2:1 (0:0) | Toluca      | Estadio Jalisco, Guadalajara |                              |
|                               | García 85' · Mora 88' | Reporte   | Cardozo 56' | Árbitro(s): Germán Arredondo | Árbitro(s): Germán Arredondo |

| 7 de diciembre de 2002, 15:00 | Toluca                                     | 3:0 (0:0) (Global 4:2) | Guadalajara | Estadio Nemesio Díez, Toluca |                             |
|                               | Carmona 74' · Cardozo 77' · V. Sánchez 90' | Reporte                |             | Árbitro(s): Gilberto Alcalá  | Árbitro(s): Gilberto Alcalá |
| Toluca avanzó a Semifinales.  |                                            |                        |             |                              |                             |

| 4 de diciembre de 2002, 18:00 | Cruz Azul | 0:0     | UNAM | Estadio Azul, Ciudad de México |                            |
|                               |           | Reporte |      | Árbitro(s): Eduardo Brizio     | Árbitro(s): Eduardo Brizio |

| 8 de diciembre de 2002, 12:00 | UNAM                                   | 3:2 (2:0) (Global 3:2) | Cruz Azul               | Estadio Olímpico Universitario, Ciudad de México |                               |
|                               | A. González 14' 41' · Brown 78' (a.g.) | Reporte                | Abreu 50' · Cabrera 83' | Árbitro(s): Felipe Ramos Rizo                    | Árbitro(s): Felipe Ramos Rizo |
| UNAM avanzó a Semifinales.    |                                        |                        |                         |                                                  |                               |

| 4 de diciembre de 2002, 16:00 | Tecos              | 1:3 (1:1) | Morelia                                    | Estadio Tres de Marzo, Zapopan    |                                   |
|                               | Osmar Donizete 34' | Reporte   | Almirón 7' · C. Morales 65' · González 79' | Árbitro(s): Sergio Fernando Silva | Árbitro(s): Sergio Fernando Silva |

| 7 de diciembre de 2002, 20:00 | Morelia                                            | 4:1 (1:1) (Global 7:2) | Tecos              | Estadio Morelos, Morelia     |                              |
|                               | Alex 21' · Saavedra 62' · Bautista 74' · Buján 83' | Reporte                | Osmar Donizete 26' | Árbitro(s): José Abramo Lira | Árbitro(s): José Abramo Lira |
| Morelia avanzó a Semifinales. |                                                    |                        |                    |                              |                              |

### Semifinales
| 11 de diciembre de 2002, 15:00 | Santos                                        | 3:5 (1:3) | Toluca                                                            | Estadio Corona, Torreón     |                             |
|                                | Borgetti 18' · Rodríguez 47' · Altamirano 55' | Reporte   | Cardozo 22' (pen.) 32' · V. Sánchez 42' · Cuberas 70' · Sinha 71' | Árbitro(s): Antonio Marrufo | Árbitro(s): Antonio Marrufo |

| 14 de diciembre de 2002, 15:00 | Toluca          | 2:1 (1:1) (Global 7:4) | Santos       | Estadio Nemesio Díez, Toluca  |                               |
|                                | Cardozo 31' 82' | Reporte                | Borgetti 28' | Árbitro(s): Armando Archundia | Árbitro(s): Armando Archundia |
| Toluca avanzó a la Final.      |                 |                        |              |                               |                               |

| 12 de diciembre de 2002, 20:00 | Morelia                                    | 4:0 (3:0) | UNAM | Estadio Morelos, Morelia   |                            |
|                                | Bautista 14' 55' · Saavedra 29' · Alex 44' | Reporte   |      | Árbitro(s): Eduardo Brizio | Árbitro(s): Eduardo Brizio |

| 15 de diciembre de 2002, 12:00 | UNAM                        | 2:1 (2:1) (Global 2:5) | Morelia      | Estadio Olímpico Universitario, Ciudad de México |                               |
|                                | Lemos 30' · A. González 44' | Reporte                | Bautista 39' | Árbitro(s): Felipe Ramos Rizo                    | Árbitro(s): Felipe Ramos Rizo |
| Morelia avanzó a la Final.     |                             |                        |              |                                                  |                               |

### Final
| 18 de diciembre de 2002, 20:00 | Morelia      | 1:0 (0:0) | Toluca | Estadio Morelos, Morelia   |                            |
|                                | Saavedra 58' | Reporte   |        | Árbitro(s): Eduardo Brizio | Árbitro(s): Eduardo Brizio |

| 21 de diciembre de 2002, 15:00           | Toluca                                                | 4:1 (2:1) (Global 4:2) | Morelia     | Estadio Nemesio Díez, Toluca  |                               |
|                                          | Carmona 32' · López 40' · Cardozo 51' · R. García 65' | Reporte                | Bautista 1' | Árbitro(s): Felipe Ramos Rizo | Árbitro(s): Felipe Ramos Rizo |
| Toluca Campeón del Torneo Apertura 2002. |                                                       |                        |             |                               |                               |